# Chropaczów
Chropaczów (giữa năm 1909 và 1922 tiếng Đức: Schlesiengrube) là một quận ở phía đông bắc của Świętochłowice, Silesian Voivodeship, miền nam Ba Lan. Năm 2013, nơi đây có dân số là 12.589 người.

## Lịch sử
Ngôi làng được nhắc đến lần đầu tiên vào năm 1295 với tên gọi Chropazcow. Ngôi làng ban đầu thuộc về Lãnh địa Bytom, một thái ấppp của Vương quốc Bohemia, sau năm 1526 trở thành một phần của Vương triều Habsburg. Sau chiến tranh Silesian, khu vực này trở thành một phần của Vương quốc Phổ. Năm 1826, nó được Carl Lazarus Henckel von Donnersmarck mua lại. Nó sau đó đã được công nghiệp hóa. Năm 1879, Lipiny Vorwerk trở thành một đô thị riêng biệt. Năm 1909, đô thị được đổi tên thành Schlesiengrube, sau một mỏ than địa phương.
Sau Thế chiến I ở Thượng Silesia plebiscite 3.633 (bao gồm 1039 ở Gutsbezirk) trong số 5.423 cử tri (1480 ở Gutsbezirk) ở Schlesiengrube (Gemeinde và Gutsbezirk) đã bỏ phiếu ủng hộ Ba Lan. Sau đó, nó trở thành một phần của Silesian Voivodeship, Cộng hòa Ba Lan thứ hai. Sau đó nó bị Đức Quốc xã thôn tính vào đầu Thế chiến II. Sau chiến tranh, nó đã được khôi phục trở lại là một phần của Ba Lan. Thành phố Chropaczów đã được hợp nhất thành Świętochłowice vào ngày 17 tháng 3 năm 1951.